# Tyronne Ebuehi
Tyronne Efe Ebuehi (Haarlem, Países Bajos, 16 de diciembre de 1995) es un futbolista profesional nigeriano que juega como defensa y su club es el Empoli F. C. de la Serie B italiana.

## Trayectoria
Nacido en Haarlem, jugó para varios equipos juveniles neerlandeses antes de unirse al equipo profesional ADO Den Haag en 2013. Hizo su debut en la Eredivisie el 10 de agosto de 2014 en una derrota por 1-0 ante el Feyenoord. Tres temporadas más tarde, el 19 de mayo de 2018, firmó un contrato de cinco años con el club portugués Sport Lisboa e Benfica. En agosto de 2020 regresó a los Países Bajos tras ser cedido una temporada al F. C. Twente. También salió cedido el curso 2021-22, en esta ocasión al Venezia F. C.

## Selección nacional
En noviembre de 2016 hizo su debut en la selección de fútbol de Nigeria en donde ha sido 9 veces internacional. En junio de 2018 fue elegido para integrar el plantel de Nigeria para la Copa Mundial de la FIFA 2018 de Rusia.

## Clubes
| Club                   | País         | Año       |
| ---------------------- | ------------ | --------- |
| ADO Den Haag           | Países Bajos | 2014-2018 |
| S. L. Benfica          | Portugal     | 2018-2022 |
| F. C. Twente (cedido)  | Países Bajos | 2020-2021 |
| Venezia F. C. (cedido) | Italia       | 2021-2022 |
| Empoli F. C.           | Italia       | 2022-     |

## Palmarés

### Títulos nacionales
| Título                | Club          | País     | Año  |
| --------------------- | ------------- | -------- | ---- |
| Primeira Liga         | S. L. Benfica | Portugal | 2019 |
| Supercopa de Portugal | S. L. Benfica | Portugal | 2019 |